# مایکل استفانو
مایکل استفانو (انگلیسی: Michael Stefano؛ زاده ۲۹ اوت ۱۹۶۹) بازیگر و کارگردان پورنوگرافی آمریکایی ایتالیایی‌تبار است.